# IPXE
iPXE는 gPXE의 포크(fork)로서 2010년 개발된 사전 부팅 실행 환경(PXE) 클라이언트 펌웨어와 부트로더의 오픈 소스 구현체이다. PXE 지원이 내장되지 않은 컴퓨터들이 네트워크 부팅을 하거나 기존 PXE 클라이언트 구현을 확장하여 추가 프로토콜을 지원할 수 있게 한다.

## 같이 보기
- 사전 부팅 실행 환경